# Когильник
Когильник или Кундук (рум. Cogîlnic, укр. Когильник) — река в Молдавии и Одесской области Украины.

## Описание
Когильник берёт начало в Ниспоренском районе (вблизи села Бурсук), протекает по Причерноморской низменности и впадает в лиман Сасик, связанный с Чёрным морем. Верхнее течение и около 50 % водосбора — на территории Молдавии (125 км), оставшаяся часть — на территории Одесской области. Длина реки — 243 км, площадь водосборного бассейна — 3910 км² (1380 км² в Молдавии).
Река никогда не пересыхает полностью, так как в её течение впадает множество родников.
На реке Когильник расположены города Хынчешты, Чимишлия, Бессарабка и Арциз. Общее направление течения к юго-юго-востоку и только между устьями рек Чаги и Чилигидера — к востоку. Когильник течёт в широкой ложбине, весной многоводен и бурлив, летом же беден водой.
Выше Хынчешти река протекает по частично облесенной холмистой местности, далее пересекает степную зону. Около селения Басарабяска заходит на территорию Украины, далее впадает в лиман Сасык.
Имеет пять притоков, четыре из них на территории Украины. Ширина русла варьирует от 1 до 3 м, глубина — 0,1-0,3 м, скорость водотока — 0,1-0,3 м/с. В паводок и дождливые сезоны ширина русла может достигать нескольких десятков метров, а глубина — от 0,5 до 2,5 м. Средний дебет водотока составляет 0,29 м³/сек. Максимальный дебет был зафиксирован в 1962 году — 6,47 м³/с, абсолютный минимум — 0,006 м³/с зарегистрирован в 1964 году. Ширина речной долины от 300—500 м в верховьях до 5 км в окрестностях села Старая Богдановка.
На реке расположено 5 водохранилищ. Долина реки расположена на глинисто-песчаных почвах. Прозрачная в верховьях, ближе к устью вода имеет желтоватый цвет.
Среднемесячная норма стока: у Хынчешт — 0,30 м³/с, с абсолютным максимумом 6,47 м³/с (1962 год) и абсолютным минимумом 0,006 м³/с (1964 год).
Общее падение от истока до устья — 230 метров.

## История
Иоганн Тунманн в XVIII веке описывает Бессарабию так:

В жаркие месяцы ощущается большой недостаток воды. Даже самая большая река в этой местности, Когыльник, тогда пересыхает, и часто вследствие недостатка воды скот буджакских татар гибнет от жажды. Осенью же, когда настает дождливое время года, появляется внезапно бесчисленное количество ручьев, прорезывающих страну. Все тогда покрывается болотами и лужами. Чтобы как-нибудь преодолеть недостаток воды, от которого страдают летом, вырыты повсюду очень глубокие колодцы. У буджаков, как на востоке, рытье колодцев сделалось религиозным актом и делом чести.

В 1678 году у истоков реки Когильник в Кодрах (в 55 км к востоку от Кишинёва) Михаил Хынку по просьбе дочери основал монастырь, который носит его имя.
Происхождение название реки трактуется по-разному. По одной версии оно происходит от тюркского слова «каганство», по другой — от тюркского «кегелн» (трава).